# Help! (Album)
Help! (englisch Hilfe!) ist das fünfte Studioalbum der britischen Gruppe The Beatles. Es wurde im August 1965 in Großbritannien veröffentlicht. In Deutschland ist es einschließlich der Kompilationsalben ihr neuntes Album. Das Album erreichte in zahlreichen Ländern die Spitze der Charts. 
Die erste Seite des Albums beinhaltet den Soundtrack zum gleichnamigen Film, der im deutschsprachigen Raum unter dem Titel Hi-Hi-Hilfe! in die Kinos kam. In den USA wurde eine abgewandelte Version des Albums, die ausschließlich Filmmusik enthält, veröffentlicht. Die britische Version von Help! erschien in den USA im Juli 1987 als CD.

## Entstehung

Die Beatles während der Dreharbeiten zum Film Help! in Österreich, Obertauern, 1965

Das Album Help! wurde zum gleichnamigen Beatles-Film veröffentlicht. Insgesamt war es im Vergleich zu den Vorgängeralben musikalisch und textlich ausgereifter, so hatte der Titel Help! eine ernstere Bedeutung, als der Film zu zeigen vermochte. John Lennon schrieb Help! in einer Zeit, als er sich in einer Selbstfindungsphase befand. Vor allem beobachtete Lennon bei sich eine deutliche Gewichtszunahme, gepaart mit leichter Depression, er nannte es seine „Fetter Elvis“-Phase.
Bei der Aufnahme zu You’ve Got to Hide Your Love Away wurde zum ersten Mal – abgesehen von Andy White bei der Aufnahme von Love Me Do – ein fremder Musiker für die Produktion eingeladen. Er spielte bei dem Lied ein Flötensolo. Bei diesem Song hatte sich Lennon erneut von Bob Dylan beeinflussen lassen.
Der Akustiksong I’ve Just Seen a Face ist von Country-Musik beeinflusst. Yesterday, eine weitere Komposition von Paul McCartney, entwickelte sich zum meistgecoverten Popsong aller Zeiten. Bei diesem  Stück war erstmals keiner der anderen Beatles an der Aufnahme beteiligt, und es wurde erstmals bei einer Aufnahme der Beatles ein Streicher-Arrangement verwendet; es stammt von George Martin.
McCartney sagte zur Entstehung der Lieder: „Die Songs für das Album schrieben wir hauptsächlich bei John zu Hause in Weybridge. Für A Hard Day’s Night war John alleine nach Hause gegangen und hatte danach einen Großteil fertig, aber bei Help! haben wir uns hingesetzt und zusammen geschrieben.“ George Harrison steuerte erstmals seit dem Album With the Beatles vom November 1963 wieder Eigenkompositionen bei: I Need You und You Like Me Too Much.
Am 23. Februar 1965 begannen auf den Bahamas die Filmaufnahmen. Wie bei dem Vorgängeralbum wurde auch Help! zügig aufgenommen, da der Termindruck weiterhin groß war, so wurden zwischen dem 15. und 20. Februar elf Lieder eingespielt. Bis auf das Lied Help! war der Soundtrack zu Beginn der Filmaufnahmen komplett, das Titellied wurde am 13. April 1965 fertiggestellt.

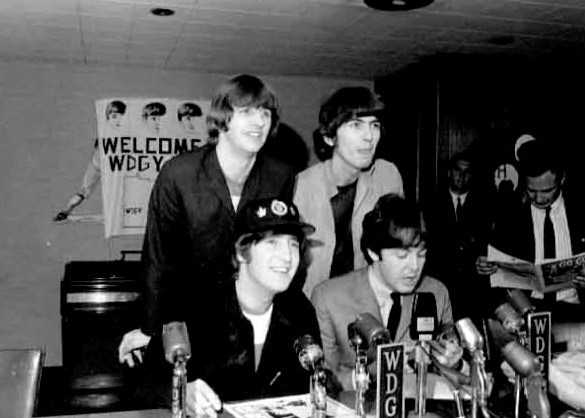
Die Beatles im August 1965 während einer Pressekonferenz

Insgesamt wurden während der Sessions 20 Lieder aufgenommen, von denen 14 für das Album und davon wiederum sieben für den Soundtrack verwendet wurden. So wurden Yes It Is und I’m Down für Single-B-Seiten sowie Bad Boy und Wait für andere Alben verwendet. If You’ve Got Trouble und That Means a Lot wurden erst 1996 auf dem Album Anthology 2 veröffentlicht. Obwohl die Beatles die Möglichkeit hatten, das Album komplett mit Eigenkompositionen zu füllen, verzichteten sie auf diese Option zu Gunsten zweier Fremdkompositionen, des von Ringo Starr eingesungenen Liedes Act Naturally, im Original ein Country-Song von Buck Owens, und Dizzy Miss Lizzy. Bis einschließlich des Albums Abbey Road wurden für die folgenden Alben keine Fremdkompositionen mehr verwendet.
Am 17. Juni 1965 wurden die letzten Aufnahmen getätigt, die Monoabmischungen erfolgten am 18. und 20. Februar sowie am 18. Juni, die Stereoabmischungen am 23. Februar, 10. Mai und 18. Juni 1965. Das Album Help! stieg am 11. August 1965 in die britischen Charts auf Platz eins ein, wo es elf Wochen blieb. Es war das fünfte Nummer-eins-Album der Beatles in Großbritannien; es lagen dort über 250.000 Vorbestellungen vor. In Deutschland war es das vierte Album der Band, das Platz eins der Hitparade erreichte. 
Die beiden Single-Auskopplungen Ticket to Ride und Help! erreichten ebenfalls Platz eins der britischen Charts und wurden der siebte und achte Nummer-eins-Hit in Großbritannien, in den US-amerikanischen Charts wurden die beiden Singles der achte und neunte Nummer-eins-Hit. In Deutschland wurde noch als dritte Single Yesterday / Act Naturally ausgekoppelt. Alle drei Singles waren in Deutschland Top-Ten-Hits.
Das Album wurde in einer Mono- und in einer Stereoversion veröffentlicht. In Deutschland wurde das Album ausschließlich in der Stereoabmischung vertrieben. Die Monoversion des Liedes Help! enthält einen anderen Gesang Lennons und keine Tamburinbegleitung wie die Stereoversion, bei der Monoversion von Ticket to Ride wurde bei der Abmischung mehr Hall verwendet.

## Covergestaltung
Auf dem Albumcover ist die Gruppe zu sehen, wie sie ein Wort im Winkeralphabet darstellt. Der Fotograf des Albumcovers, Robert Freeman, schrieb, er habe die Idee gehabt, die Buchstaben HELPals Symbole darzustellen, was aber wieder verworfen wurde, da es nicht gut genug aussah. Die Armhaltungen sind somit improvisiert, um eine ansprechendere Bildkomposition zu erhalten. Auf dem deutschen und britischen Albumcover ergibt sich die Buchstabenfolge NUJVaus der Armhaltung.
In der Schweiz wurde über einen Buchklub das Album Help! mit einer vollständig anderen Covergestaltung vertrieben: Es zeigt die vier Beatles auf den Bahamas. Das Album (Katalognummer ODEON SMO 984 0008) wurde in Deutschland hergestellt und in die Schweiz exportiert.

## Titelliste
Seite 1
| Nr. | Lied                              | Autor            | Leadgesang      | Länge-Stereo | Länge-Mono |
| --- | --------------------------------- | ---------------- | --------------- | ------------ | ---------- |
| 01  | Help!                             | Lennon/McCartney | John Lennon     | 2:20         | 2:23       |
| 02  | The Night Before                  | Lennon/McCartney | Paul McCartney  | 2:35         | 2:37       |
| 03  | You’ve Got to Hide Your Love Away | Lennon/McCartney | John Lennon     | 2:09         | 2:12       |
| 04  | I Need You                        | Harrison         | George Harrison | 2:29         | 2:33       |
| 05  | Another Girl                      | Lennon/McCartney | Paul McCartney  | 2:05         | 2:09       |
| 06  | You’re Going to Lose That Girl    | Lennon/McCartney | John Lennon     | 2:19         | 2:22       |
| 07  | Ticket to Ride                    | Lennon/McCartney | John Lennon     | 3:10         | 3:08       |

Seite 2
| Nr. | Lied                  | Autor            | Leadgesang                     | Länge-Stereo | Länge-Mono |
| --- | --------------------- | ---------------- | ------------------------------ | ------------ | ---------- |
| 08  | Act Naturally         | Morrison/Russell | Ringo Starr                    | 2:30         | 2:34       |
| 09  | It’s Only Love        | Lennon/McCartney | John Lennon                    | 1:56         | 2:00       |
| 10  | You Like Me Too Much  | Harrison         | George Harrison                | 2:37         | 2:40       |
| 11  | Tell Me What You See  | Lennon/McCartney | John Lennon und Paul McCartney | 2:38         | 2:40       |
| 12  | I’ve Just Seen a Face | Lennon/McCartney | Paul McCartney                 | 2:05         | 2:09       |
| 13  | Yesterday             | Lennon/McCartney | Paul McCartney                 | 2:06         | 2:09       |
| 14  | Dizzy Miss Lizzy      | Williams         | John Lennon                    | 2:58         | 3:03       |

Die Längen der Lieder basieren jeweils auf den 2009er CD-Versionen.

## Wiederveröffentlichungen
- Im Jahr 1978 erschien in Frankreich das Album Help! (Katalognummer: Pathé Marconi EMI – C 066 04.257) auf orangefarbenem Vinyl gepresst.[8] In Japan erschien Help! (Katalognummer: Odeon – EAS-70134) 1986 auf rotem Vinyl.[9]
- Am 26. Februar 1987 erfolgte die Erstveröffentlichung des Albums Help! als CD in Europa (USA: 21. Juli 1987), in einer von George Martin im Jahr 1986 hergestellten digitalen Stereoabmischung. Das Mastering wurde neben George Martin vom Toningenieur der Abbey Road Studios, Mike Jarrett, überwacht. Der CD liegt ein achtseitiges bebildertes Begleitheft bei.
- Am 9. September 2009 erschien das Album remastert in einer Stereoabmischung, basierend auf der 1987 veröffentlichten Abmischung, als CD und als Teil des The Beatles Stereo Box Sets. Die remasterte Monoversion wurde als Teil der Box The Beatles in Mono, ebenfalls seit 9. September 2009, erhältlich. Die Mono-CD enthält neben der Monoabmischung auch die Original-Stereoversion aus dem Jahr 1965. Die Stereoversion der im Jahr 2009 wiederveröffentlichten CD wurde von Guy Massey und Steve Rooke, die Monoversion von Paul Hicks, Sean Magee, Guy Massey und Steve Rooke remastert. Während die Mono-CD der originalen LP-Version in der Covergestaltung nachempfunden wurde, wurde das aufklappbare CD-Pappcover der Stereoversion von Drew Lorimer neu gestaltet. Weiterhin beinhaltet die Stereo-CD ein 24-seitiges Begleitheft, das neben Fotos von den Beatles Informationen zum Album von Kevin Howlett und Mike Heatley sowie Informationen zu den Aufnahmen von Allan Rouse und Kevin Howlett enthält. Die CD beinhaltet eine Dokumentation im QuickTime-Format, bestehend aus Videoausschnitten sowie modifizierten Bildern zu den Studiosessions; untermalt durch angespielte Musiktitel, Outtakes oder Studiogespräche des Albums.
- Die remasterte Stereo-Vinyl-Langspielplatte wurde im November 2012 mit dem The Beatles Remastered Vinyl Box Set, die remasterte Mono-Vinyl-Langspielplatte im September 2014 mit der Box The Beatles In Mono veröffentlicht.
- Die Erstveröffentlichung im Download-Format erfolgte am 16. November 2010 bei iTunes, ab dem 24. Dezember 2015 war das Album auch bei anderen Anbietern und bei Streaming-Diensten verfügbar.[10][11]

## Aufnahmedaten
Die Aufnahmen für das Album fanden zwischen dem 15. Februar und 17. Juni 1965 ausschließlich in den Abbey Road Studios (Studio 2) unter der Produktionsleitung von George Martin statt. Toningenieur der Aufnahmen war Norman Smith, seine Assistenten waren Ken Scott, Jerry Boys, Malcolm Davies und Phil McDonald.
George Martin spielte bei dem Lied You Like Me Too Much Klavier. Neben George Martin wirkten bei zwei Liedern Gastmusiker mit. Das Flötensolo bei You’ve Got to Hide Your Love Away spielte Johnnie Scott. Bei Yesterday wurde Paul McCartneys Gitarrenspiel von zwei Violinenspielern, Toni Gilbert und Sidney Sax, sowie durch Kenneth Essex, Bratsche und Francisco Gabarro, Cello, begleitet.
| Nr. | Lied                              | Aufnahmedaten       | Besetzung / Gastmusiker | Tonträger (europäische Erstveröffentlichung) |
| --- | --------------------------------- | ------------------- | --- | -------------------------------------------- |
| 01  | Ticket to Ride                    | 15. Feb. 1965       | - John Lennon: Rhythmusgitarre, Gesang - Paul McCartney: Bass, Leadgitarre, Hintergrundgesang - George Harrison: Rhythmusgitarre, Hintergrundgesang - Ringo Starr: Schlagzeug, Tamburin, Kuhglocke | Help!                                        |
| 02  | Another Girl                      | 15. + 16. Feb. 1965 | - John Lennon: Akustikgitarre, Hintergrundgesang - Paul McCartney: Bass, Leadgitarre, Gesang - George Harrison: Rhythmusgitarre, Hintergrundgesang - Ringo Starr: Schlagzeug                       | Help!                                        |
| 03  | I Need You                        | 15. + 16. Feb. 1965 | - John Lennon: Akustikgitarre, Hintergrundgesang - Paul McCartney: Bass, Hintergrundgesang - George Harrison: Leadgitarre, Gesang - Ringo Starr: Schlagzeug, Kuhglocke                             | Help!                                        |
| 04  | Yes It Is                         | 16. Feb. 1965       | - John Lennon: Akustikgitarre, Gesang - Paul McCartney: Bass, Hintergrundgesang - George Harrison: Leadgitarre, Hintergrundgesang - Ringo Starr: Schlagzeug, Tamburin                              | Single-B-Seite von Ticket to Ride            |
| 05  | The Night Before                  | 17. Feb. 1965       | - John Lennon: elektrisches Klavier, Hintergrundgesang - Paul McCartney: Bass, Leadgitarre, Gesang - George Harrison: Leadgitarre, Hintergrundgesang - Ringo Starr: Schlagzeug, Tamburin           | Help!                                        |
| 06  | You Like Me Too Much              | 17. Feb. 1965       | - John Lennon: Akustikgitarre, elektrisches Klavier - Paul McCartney: Bass, Klavier - George Harrison: Leadgitarre, Gesang - Ringo Starr: Schlagzeug, Tamburin - George Martin: Klavier            | Help!                                        |
| 07  | You’ve Got to Hide Your Love Away | 18. Feb. 1965       | - John Lennon: Akustikgitarre, Gesang - Paul McCartney: Akustikgitarre - George Harrison: Akustikgitarre - Ringo Starr: Tamburin, Maracas - Johnnie Scott: Flöte                                   | Help!                                        |
| 08  | If You’ve Got Trouble             | 18. Feb. 1965       | - John Lennon: Rhythmusgitarre, Hintergrundgesang - Paul McCartney: Bass, Hintergrundgesang - George Harrison: Leadgitarre, Hintergrundgesang - Ringo Starr: Schlagzeug, Gesang                    | Anthology 2                                  |
| 09  | Tell Me What You See              | 18. Feb. 1965       | - John Lennon: Rhythmusgitarre, Hintergrundgesang - Paul McCartney: Bass, elektrisches Klavier, Güiro, Gesang - George Harrison: Leadgitarre - Ringo Starr: Schlagzeug, Tamburin, Claves           | Help!                                        |
| 10  | You’re Going to Lose That Girl    | 19. Feb. 1965       | - John Lennon: Akustikgitarre, Gesang - Paul McCartney: Bass, Klavier, Hintergrundgesang - George Harrison: Leadgitarre, Hintergrundgesang - Ringo Starr: Schlagzeug, Bongos                       | Help!                                        |
| 11  | That Means a Lot                  | 20. Feb. 1965       | - John Lennon: Rhythmusgitarre, Maracas, Hintergrundgesang - Paul McCartney: Bass, Klavier, Gesang - George Harrison: Leadgitarre, Maracas, Hintergrundgesang - Ringo Starr: Schlagzeug            | Anthology 2                                  |
| 12  | Help!                             | 13. Apr. 1965       | - John Lennon: Akustikgitarre, Gesang - Paul McCartney: Bass, Hintergrundgesang - George Harrison: Leadgitarre, Hintergrundgesang - Ringo Starr: Schlagzeug, Tamburin                              | Help!                                        |
| 13  | Dizzy Miss Lizzy                  | 10. Mai 1965        | - John Lennon: Rhythmusgitarre, Gesang - Paul McCartney: Bass, elektrisches Klavier - George Harrison: Leadgitarre - Ringo Starr: Schlagzeug, Kuhglocke                                            | Help!                                        |
| 14  | Bad Boy                           | 10. Mai 1965        | - John Lennon: Rhythmusgitarre, Gesang - Paul McCartney: Bass, elektrisches Klavier - George Harrison: Leadgitarre - Ringo Starr: Schlagzeug, Tamburin                                             | A Collection of Beatles Oldies               |
| 15  | I’ve Just Seen a Face             | 14. Juni 1965       | - John Lennon: Akustikgitarre - Paul McCartney: Akustikgitarre, Gesang - George Harrison: Akustikgitarre - Ringo Starr: Maracas, Perkussion                                                        | Help!                                        |
| 16  | I’m Down                          | 14. Juni 1965       | - John Lennon: Rhythmusgitarre, Orgel, Hintergrundgesang - Paul McCartney: Bass, Gesang - George Harrison: Leadgitarre, Hintergrundgesang - Ringo Starr: Schlagzeug, Bongos                        | Single-B-Seite von Help!                     |
| 17  | Yesterday                         | 14. + 17. Juni 1965 | - Paul McCartney: Akustikgitarre, Gesang - Toni Gilbert: Violine - Sidney Sax: Violine - Kenneth Essex: Bratsche - Francisco Gabarro: Cello                                                        | Help!                                        |
| 18  | It’s Only Love                    | 15. Juni 1965       | - John Lennon: Akustikgitarre, Gesang - Paul McCartney: Bass - George Harrison: Leadgitarre - Ringo Starr: Schlagzeug, Tamburin                                                                    | Help!                                        |
| 19  | Act Naturally                     | 17. Juni 1965       | - John Lennon: Akustische Rhythmusgitarre - Paul McCartney: Bass, Hintergrundgesang - George Harrison: Leadgitarre - Ringo Starr: Schlagzeug, Gesang                                               | Help!                                        |
| 20  | Wait                              | 17. Juni 1965       | - John Lennon: Rhythmusgitarre, Gesang - Paul McCartney: Bass, Gesang - George Harrison: Leadgitarre - Ringo Starr: Schlagzeug, Tamburin, Maracas                                                  | Rubber Soul                                  |

## US-amerikanische Veröffentlichung

### Entstehung

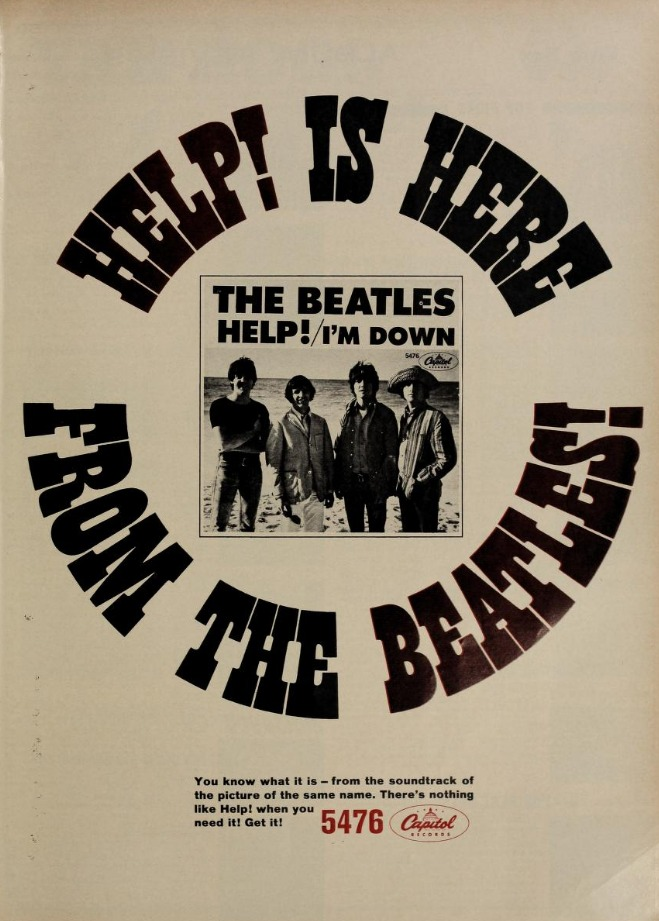
US-amerikanisches Werbebild für die Single Help!

Die Beatles bei Dreharbeiten auf den Bahamas

In den USA erschien am 13. August 1965 die US-amerikanische Version des Albums Help!, es war dort das zehnte Album der Beatles und das siebte in den USA von Capitol Records veröffentlichte Studioalbum (Introducing… The Beatles wurde von Vee-Jay Records und A Hard Day’s Night wurde von United Artists veröffentlicht, The Beatles’ Story ist ein Dokumentationsalbum) und erreichte den ersten Platz der US-amerikanischen Charts und war somit dort das sechste Nummer-Eins-Album. Im Januar 1997 wurde das Album in den USA mit Multi-Platin für drei Millionen verkaufter Exemplare ausgezeichnet. Das britische Album Help! erschien in den USA erst am 21. Juli 1987.
Im Gegensatz zur britischen Fassung enthält dieses Album nur Musik aus dem gleichnamigen Film, die sieben Lieder der ersten Seite des britischen Albums Help! wie auch die Instrumentalstücke From Me to You Fantasy, In the Tyrol, Another Hard Day’s Night, The Bitter End / You Can’t Do That und The Chase. Die Instrumental-Lieder wurden nicht von den Beatles oder George Martin, sondern von Ken Thorne aufgenommen.
George Martin sagte dazu: „Ich produzierte alle Songs für den Film, aber ich wurde nicht gebeten, die Instrumentierung zu machen – den Job bot man einem anderen Typen an. Dick Lester und ich hatten uns bei A Hard Day’s Night nicht gerade gut vertragen, und die Tatsache, dass ich eine Oscar-Nominierung für Musikregie bekommen hatte, nützte wahrscheinlich auch nichts.“
Trotzdem nahm George Martin Instrumentallieder des Albums Help! auf und veröffentlichte diese unter dem Albumtitel Help! im September 1965 in den USA (Katalognummer: United Artists UAL 3448 [Mono]; AUS 6448 [Stereo]) und im November 1965 mit anderer Covergestaltung in Großbritannien (Katalognummer: Columbia 33SX 1775 [Mono]; Columbia Studio 2 Stereo TWO 102 [Stereo]). In den USA wurde das Lied Yesterday auf dem Album noch unter dem Arbeitstitel Scrambled Eggs veröffentlicht.
Die restlichen sieben Lieder des britischen Originalalbums Help! wurden auf folgenden US-amerikanischen Alben veröffentlicht:
- Beatles VI: You Like Me Too Much, Dizzy Miss Lizzy und Tell Me What You See
- Rubber Soul: It’s Only Love, I’ve Just Seen a Face
- Yesterday and Today: Yesterday, Act Naturally

Help! wurde in einer Mono- und in einer Stereoversion veröffentlicht. Ticket to Ride wurde für die Stereoversion des Albums neu abgemischt, dabei wurde die Monoversion in eine Duophonic-Version (Fake Stereo) umgewandelt. Das Lied Help! beginnt mit der von Ken Thorne eingespielten James Bond Theme. Die Monoversion ist die heruntergemischte britische Stereoversion der Beatles-Lieder, die Stereo-Instrumentalversionen von Ken Thorne wurden ebenfalls heruntergemischt.
Für das Soundtrackalbum Help! wurde ein Aufklappcover hergestellt. Die US-amerikanische Version des Albums wurde im August 1965 auch in Kanada in Mono und Stereo, im Sommer 1965 in Mexiko in Mono und am 25. Oktober 1970 in Japan in Stereo veröffentlicht.

### Wiederveröffentlichung
Das Album Help! wurde im April 2006 als Bestandteil der Box The Capitol Albums Vol. 2 erstmals als CD veröffentlicht. Die CD beinhaltet die Mono- und die Stereoversion des Albums. Im Januar 2014 wurde Help! wiederum als Teil der CD-Box The U.S. Albums erneut veröffentlicht, es erschien auch separat. Während bei den Boxen The Capitol Albums Vol. 1 und Vol. 2 die originalen Submaster von Capitol Records und nicht die originalen Master der Abbey Road Studios verwendet wurden, wurden für die Alben der The U.S. Albums Box im Wesentlichen die im September 2009 veröffentlichten remasterten britischen Mono- und Stereobänder verwendet. Das Album ist seit dem 17. Januar 2014 als Download bei iTunes erhältlich.

### Titelliste
Seite 1
| Nr. | Lied                                    | Autor                                   | Interpret       | Länge |
| --- | --------------------------------------- | --------------------------------------- | --------------- | ----- |
| 01  | Help! (+ Ken Thorne’s James Bond Theme) | Lennon/McCartney                        | John Lennon     | 2:39  |
| 02  | The Night Before                        | Lennon/McCartney                        | Paul McCartney  | 2:36  |
| 03  | From Me to You Fantasy (Instrumental)   | Lennon/McCartney; arrangiert von Thorne | Ken Thorne      | 2:08  |
| 04  | You’ve Got to Hide Your Love Away       | Lennon/McCartney                        | John Lennon     | 2:12  |
| 05  | I Need You                              | Harrison                                | George Harrison | 2:31  |
| 06  | In the Tyrol (Instrumental)             | Thorne                                  | Ken Thorne      | 2:26  |

Seite 2
| Nr. | Lied                                                      | Autor                                          | Interpret      | Länge |
| --- | --------------------------------------------------------- | ---------------------------------------------- | -------------- | ----- |
| 07  | Another Girl                                              | Lennon/McCartney                               | Paul McCartney | 2:08  |
| 08  | Another Hard Day’s Night (Instrumental)                   | Lennon/McCartney; arrangiert von Thorne        | Ken Thorne     | 2:31  |
| 09  | Ticket to Ride                                            | Lennon/McCartney                               | John Lennon    | 3:07  |
| 10  | Medley: The Bitter End / You Can’t Do That (Instrumental) | Thorne/Lennon/McCartney; arrangiert von Thorne | Ken Thorne     | 2:26  |
| 11  | You’re Going to Lose That Girl                            | Lennon/McCartney                               | John Lennon    | 2:19  |
| 12  | The Chase (Instrumental)                                  | Thorne                                         | Ken Thorne     | 2:31  |

## Chartplatzierungen der Alben

Hörzu-Label des Albums Help!, 1965

| Album                                            | Album | Datum der Veröffentlichung | Datum der Veröffentlichung | Datum der Veröffentlichung | Beste Charts-Platzierung | Beste Charts-Platzierung | Beste Charts-Platzierung | Label Katalognr.                             | Label Katalognr.                           | Label Katalognr.                   |
| Typ                                              | Titel | UK                         | US                         | DE                         | UK                       | US                       | DE                       | UK                                           | US                                         | DE                                 |
| ------------------------------------------------ | ----- | -------------------------- | -------------------------- | -------------------------- | ------------------------ | ------------------------ | ------------------------ | -------------------------------------------- | ------------------------------------------ | ---------------------------------- |
| Studioalbum                                      | Help! | 6. Aug. 1965               | –                          | 12. Aug. 1965              | 1                        | n.v.                     | 1                        | Parlophone PMC 1255 (Mono) PCS 3071 (Stereo) | –                                          | HÖR ZU Elektrola SHZE 162 (Stereo) |
| Soundtrack                                       | Help! | –                          | 13. Aug. 1965              | –                          | n.v.                     | 1                        | n.v.                     | –                                            | Capitol MAS 2386 (Mono) SMAS 2386 (Stereo) | –                                  |
| Studioalbum CD-Erstveröffentlichung              | Help! | 30. Apr. 1987              | 21. Juli 1987              | Apr. 1987                  | 61                       | –                        | –                        | Parlophone CDP 7 46439 2                     | Capitol CDP 7 46439 2                      | EMI CDP 7 46439 2                  |
| Studioalbum Remasterte CD-Wiederveröffentlichung | Help! | 9. Sep. 2009               | 9. Sep. 2009               | 9. Sep. 2009               | 29                       | –                        | 96                       | Apple/EMI 3824152                            | Apple/Capitol 3824152                      | Apple/EMI 3824152                  |

## Abweichende Veröffentlichungen in anderen Ländern
- In Italien wurde das Album (britische Version) unter dem Titel AIUTO! mit eigenständiger Covergestaltung im September 1965 in Mono und Stereo veröffentlicht.[21]
- In mehreren südamerikanischen Ländern wurde das Album Help! (britische Version) unter dem Titel Socorro! veröffentlicht, in Ecuador erschien das Album im Sommer 1965 mit eigenständiger Covergestaltung.[22]
- In Japan wurde das Album Help! (britische Version) im September 1965 in Stereo in einem Aufklappcover veröffentlicht. Die Schallplatte wurde auch auf rotem Vinyl gepresst.[23]

## Auskopplungen

### Singles
| Single                                 | Datum der Veröffentlichung | Datum der Veröffentlichung | Datum der Veröffentlichung | Beste Charts-Platzierung | Beste Charts-Platzierung | Beste Charts-Platzierung | Label Katalognr. | Label Katalognr. | Label Katalognr. |
| A-Seite / B-Seite                      | UK                         | US                         | DE                         | UK                       | US                       | DE                       | UK               | US               | DE               |
| -------------------------------------- | -------------------------- | -------------------------- | -------------------------- | ------------------------ | ------------------------ | ------------------------ | ---------------- | ---------------- | ---------------- |
| Ticket to Ride / Yes It Is             | 9. Apr. 1965               | 14. Apr. 1965              | 29. Apr. 1965              | 01                       | 01 / 46                  | 02                       | Parlophone R5265 | Capitol 5407     | Odeon O 22 950   |
| Help! / I’m Down                       | 23. Juni 1965              | 19. Juni 1965              | 16. Juni 1965              | 01                       | 01 / –                   | 02                       | Parlophone R5305 | Capitol 5476     | Odeon O 23 023   |
| Yesterday / Act Naturally              | –                          | 13. Sep. 1965              | –                          | n.v.                     | 01 / 47                  | n.v.                     | –                | Capitol 5498     | –                |
| Act Naturally / Yesterday              | –                          | –                          | 14. Sep. 1965              | n.v.                     | n.v.                     | 06                       | –                | –                | Odeon O 23 031   |
| Yesterday / I Should Have Known Better | 8. März 1976               | –                          | –                          | 08                       | n.v.                     | n.v.                     | Parlophone R6013 | –                | –                |

### Extended Plays (EPs)
| EP                  | EP                                                                     | Datum der Veröffentlichung | Datum der Veröffentlichung | Datum der Veröffentlichung | Beste Charts-Platzierung | Beste Charts-Platzierung | Beste Charts-Platzierung | Label Katalognr.   | Label Katalognr. | Label Katalognr. |
| Titel               | Lieder A-Seite / B-Seite                                               | UK                         | US                         | DE                         | UK                       | US                       | DE                       | UK                 | US               | DE               |
| ------------------- | ---------------------------------------------------------------------- | -------------------------- | -------------------------- | -------------------------- | ------------------------ | ------------------------ | ------------------------ | ------------------ | ---------------- | ---------------- |
| The Beatles Forever | Dizzy Miss Lizzy; You Like Me too Much / Bad Boy; Tell Me What You See | –                          | –                          | Sep. 1965                  | n.v.                     | n.v.                     | –                        | –                  | –                | Odeon 41680      |
| Yesterday           | Yesterday; Act Naturally / You Like Me Too Much; It’s Only Love        | 4. März 1966               | –                          | –                          | –                        | n.v.                     | n.v.                     | Parlophone GEP8948 | –                | –                |

## Verkaufszahlen und Auszeichnungen
| Land/Region                  | Auszeichnungen für Musikverkäufe (Land/Region, Auszeichnung, Verkäufe) | Verkäufe  |
| ---------------------------- | ---------------------------------------------------------------------- | --------- |
| Argentinien (CAPIF)          | Platin                                                                 | 60.000    |
| Australien (ARIA)            | Gold                                                                   | 35.000    |
| Italien (FIMI)               | Gold                                                                   | 25.000    |
| Kanada (MC)                  | 2× Platin                                                              | 200.000   |
| Neuseeland (RMNZ)            | Platin                                                                 | 15.000    |
| Vereinigte Staaten (RIAA)    | 3× Platin                                                              | 3.000.000 |
| Vereinigtes Königreich (BPI) | Platin                                                                 | 300.000   |
| Insgesamt                    | 2× Gold · 8× Platin ·                                                  | 3.635.000 |